# Atli Eðvaldsson
Pour les articles homonymes, voir Eðvaldsson.
Atli Eðvaldsson est un footballeur islandais né le 3 mars 1957 à Reykjavik et mort le 2 septembre 2019 dans la même ville, qui a évolué notamment au Borussia Dortmund et au Fortuna Düsseldorf. Il évoluait au poste de milieu de terrain.
Après avoir terminé sa carrière de joueur, il est devenu entraîneur, et a notamment entraîné la sélection islandaise de 1999 à 2003.

## Biographie
Atli Eðvaldsson est le fils d'un ancien gardien de but international estonien, Evald Mikson (en), qui a été durant la Seconde Guerre mondiale à la tête de la police de Tallinn. Accusé de crimes de guerre, il fuit en Islande avec sa famille et change son nom en Eðvald Hinriksson.
Formé au Valur Reykjavík, il y passe six saisons, avant de rejoindre le championnat allemand et le Borussia Dortmund. Il effectue une très belle saison avec le club de la Ruhr, et se voit recruté par le Fortuna Düsseldorf. S'imposant admirablement au Fortuna, il devient même le premier islandais à réussir un hat-trick en Bundesliga, le 6 juin 1983, lors d'un match contre l'Eintracht Francfort.
En 1985 il quitte le Fortuna pour signer au Bayer Uerdingen, club ambitieux soutenu à l'époque par le géant pharmaceutique Bayer AG. Il rejoint un club amateur de sa ville de cœur (Düsseldorf), le TuRU Düsseldorf en 1988. Après une expérience en Turquie, à Gençlerbirliği SK, il retourne en Islande en 1990. Il y termine sa carrière de joueur.
En 1995, deux ans après avoir terminé sa carrière de joueur, il devient l'entraîneur de l'ÍB Vestmannaeyja. Il entraîne ensuite deux autres clubs, le Fylkir Reykjavík et le KR Reykjavík, avant de devenir le nouveau sélectionneur islandais, en 1999. Il quitte ce poste en 2003. Après sept ans sans entraîner, il est nommé en juillet 2009 entraîneur du Valur Reykjavík, son club formateur, alors qu'il était suivi notamment par le Aberdeen FC et l'Hibernian FC.
Le fils d'Atli, Emil Atlason, joue actuellement (2025) au Ungmennafélagið Stjarnan .